# Masonski institut Francuske
Masonski institut Francuske (fra. Institut maçonnique de France), skraćeno IMF, je francusko društvo koje ima za cilj promicanje kulturnih i etičkih vrijednosti slobodnog zidarstva, kroz njegovu povijesnu, književnu i umjetničku baštinu. Osnovan je 2002. godine od devet francuskih velikih loža.

## Povijest
Masonski institut Francuske je osnovan u listopadu 2002. godine od devet francuskih velikih loža, i to su: Veliki orijent Francuske, Velika ženska loža Francuske, Velika loža Francuske, Francuska federacija "Le Droit Humain", Velika ženska loža za Memphis-Misraim, Velika opća mješovita loža, Francuska nacionalna loža, Velika mješovita loža Francuske i Velika tradicionalna i simbolička loža "Opera".

## Ustroj

### Članstvo
Godine 2017. Masonski institut Francuske je narastao na današnjih 16 članica. Članice su sljedeće francuske velike lože:
- Veliki orijent Francuske
- Velika ženska loža Francuske
- Velika loža Francuske
- Francuska federacija "Le Droit Humain" [fr] (ogranak Le Droit Humain)
- Velika ženska loža za Memphis-Misraim [fr]
- Velika opća mješovita loža [fr]
- Francuska nacionalna loža [fr]
- Velika mješovita loža Francuske [fr]
- Velika tradicionalna i simbolička loža "Opera"
- Inicijativni i tradicionalni red kraljevske umjetnosti [fr; en]
- Velika tradicionalna loža Francuske
- Velika mješovita loža za Memphis-Misraim
- Velika loža francuskog masonskog saveza [fr]
- Nacionalna velika loža Francuske
- Velika neovisna i suverena loža ujedinjenih obreda
- Velika loža kulture i duhovnosti

### Vodstvo
Masonski institut Francuske vodi predsjednik.
1. Roger Dachez (od 2002.)[2]

## Vanjske poveznice
- Službena stranica